# Polska Liga Siatkówki 2018-2019
La Polska Liga Siatkówki 2018-2019 si è svolta dal 12 ottobre 2018 al 4 maggio 2019: al torneo hanno partecipato quattordici squadre di club polacche e la vittoria finale è andata per l'ottava volta allo ZAKSA.

## Regolamento

### Formula
Le squadre hanno disputato un girone all'italiana, con gare di andata e ritorno, per un totale di ventisei giornate; al termine della regular season:
- Le prime sei classificate hanno avuto accesso ai play-off scudetto, strutturati in quarti di finale (a cui non hanno partecipato le prime due classificate, già qualificate alle semifinali), semifinali, entrambi giocati al meglio di due vittorie su tre gare, e finali (1º e 3º posto), giocati al meglio di tre vittorie su cinque gare.
- Le due formazioni sconfitte ai quarti di finale hanno avuto accesso alla finale 5º posto, giocata al meglio di due vittorie su tre gare.
- La settima e l'ottava classificata hanno acceduto alla finale 7º posto, giocata al meglio di due vittorie su tre gare.
- La nona e la decima classificata hanno acceduto alla finale 9º posto, giocata al meglio di due vittorie su tre gare.
- L'undicesima e la dodicesima classificata hanno acceduto alla finale 11º posto, giocata al meglio di due vittorie su tre gare.
- La tredicesima e la quattordicesima classificata avrebbero dovuto accedere alla finale 13º posto, giocata al meglio di due vittorie su tre gare e la squadra risultata perdente avrebbe dovuto affrontare uno spareggio promozione-retrocessione con la vincente della I liga, strutturato in una finale giocata al meglio di tre vittorie su cinque gare: la vincente dello spareggio avrebbe ottenuto il diritto a partecipare alla Polska Liga Siatkówki 2019-20, mentre la perdente sarebbe stata relegata in I liga 2019-20[4]. Il ritiro a stagione in corso dello Stocznia Szczecin ha portato all'annullamento di questa fase[5].

### Criteri di classifica
Se il risultato finale è stato di 3-0 o 3-1 sono stati assegnati 3 punti alla squadra vincente e 0 a quella sconfitta, se il risultato finale è stato di 3-2 sono stati assegnati 2 punti alla squadra vincente e 1 a quella sconfitta.
L'ordine del posizionamento in classifica è stato definito in base a:
- Punti;
- Numero di partite vinte;
- Ratio dei set vinti/persi;
- Ratio dei punti realizzati/subiti[4].

## Squadre partecipanti
Alla Polska Liga Siatkówki 2018-2019 hanno partecipato quattordici squadre: dalla I Liga 2017-18 non è stata promossa nessuna formazione in quanto l'AZS Częstochowa, formazione vincitrice del campionato cadetto, ha perso lo spareggio promozione-retrocessione con il Łuczniczka Bydgoszcz, formazione sconfitta ai play-out. Lo stesso Łuczniczka Bydgoszcz ha tuttavia cambiato denominazione in Chemik Bydgoszcz.
| Club               | Stagione | Città            | Impianto                         | Stagione precedente          |
| ------------------ | -------- | ---------------- | -------------------------------- | ---------------------------- |
| Asseco Resovia     | dettagli | Rzeszów          | Hala Podpromie                   | 6ª in Polska Liga Siatkówki  |
| AZS Olsztyn        | dettagli | Olsztyn          | Hala widowiskowo-sportowa Urania | 4ª in Polska Liga Siatkówki  |
| Będzin             | dettagli | Będzin           | Hala MOSiR                       | 13ª in Polska Liga Siatkówki |
| Chemik Bydgoszcz   | dettagli | Bydgoszcz        | Hala Łuczniczka                  | 14ª in Polska Liga Siatkówki |
| Cuprum Lubin       | dettagli | Lubin            | Hala RCS                         | 7ª in Polska Liga Siatkówki  |
| Czarni Radom       | dettagli | Radom            | Hala MOSiR                       | 10ª in Polska Liga Siatkówki |
| Jastrzębski Węgiel | dettagli | Jastrzębie-Zdrój | Hala Widowiskowo-Sportowa        | 5ª in Polska Liga Siatkówki  |
| Katowice           | dettagli | Katowice         | Hala Szopienice                  | 11ª in Polska Liga Siatkówki |
| ONICO Warszawa     | dettagli | Varsavia         | Arena Ursynów                    | 8ª in Polska Liga Siatkówki  |
| Skra Bełchatów     | dettagli | Bełchatów        | Hala Energia                     | Campione di Polonia          |
| Stocznia Szczecin  | dettagli | Stettino         | Arena Szczecin                   | 12ª in Polska Liga Siatkówki |
| Trefl Gdańsk       | dettagli | Danzica          | Ergo Arena                       | 3ª in Polska Liga Siatkówki  |
| Warta Zawiercie    | dettagli | Zawiercie        | Hala OSiR II                     | 9ª in Polska Liga Siatkówki  |
| ZAKSA              | dettagli | Kędzierzyn-Koźle | Hala Azoty                       | 2ª in Polska Liga Siatkówki  |

## Torneo

### Regular season

#### Risultati
| Prima giornata |                                   |     |                                   |
|                |                                   |     |                                   |
| 15-10          | Chemik Bydgoszcz - Skra Bełchatów | 3-2 | 21-25, 25-23, 25-19, 27-29, 18-16 |
| 13-10          | Będzin - ZAKSA                    | 1-3 | 29-27, 18-25, 22-25, 23-25        |
| 29-11          | Stocznia Szczecin - Trefl Gdansk  | -   | [ 6 ]                             |
| 14-10          | Katowice - AZS Olsztyn            | 3-1 | 25-23, 25-17, 23-25, 25-23        |
| 12-10          | Czarni Radom - Jastrzębski Węgiel | 0-3 | 23-25, 19-25, 20-25               |
| 13-10          | Warta Zawiercie - Asseco Resovia  | 3-2 | 25-23, 23-25, 25-19, 21-25, 15-13 |
| 12-10          | ONICO Warszawa - Cuprum Lubin     | 3-0 | 25-22, 25-21, 25-19               |

| Seconda giornata |                                      |     |                                   |
|                  |                                      |     |                                   |
| 17-10            | Cuprum Lubin - Chemik Bydgoszcz      | 1-3 | 19-25, 23-25, 25-16, 22-25        |
| 17-10            | Asseco Resovia - ONICO Warszawa      | 1-3 | 18-25, 23-25, 25-23, 21-25        |
| 17-10            | Warta Zawiercie - Jastrzębski Węgiel | 2-3 | 20-25, 25-21, 25-13, 22-25, 13-15 |
| 17-10            | AZS Olsztyn - Czarni Radom           | 0-3 | 22-25, 22-25, 17-25               |
| 17-10            | Trefl Gdansk - Katowice              | 3-2 | 25-21, 19-25, 15-25, 25-22, 16-14 |
| 17-10            | Stocznia Szczecin - ZAKSA            | -   | [ 7 ]                             |
| 17-10            | Skra Bełchatów - Będzin              | 3-1 | 25-21, 25-27, 25-18, 25-20        |

| Terza giornata |                                        |     |                                   |
|                |                                        |     |                                   |
| 19-10          | ZAKSA - Chemik Bydgoszcz               | 3-0 | 25-15, 25-14, 25-18               |
| 20-10          | Skra Bełchatów - Trefl Gdansk          | 3-2 | 20-25, 25-23, 25-19, 16-25, 15-11 |
| 20-10          | AZS Olsztyn - Będzin                   | 3-0 | 26-24, 25-23, 25-15               |
| 21-10          | Jastrzębski Węgiel - Stocznia Szczecin | -   | [ 8 ]                             |
| 22-10          | Asseco Resovia - Katowice              | 0-3 | 22-25, 19-25, 34-36               |
| 21-10          | Cuprum Lubin - Czarni Radom            | 0-3 | 18-25, 19-25, 25-27               |
| 21-10          | ONICO Warszawa - Warta Zawiercie       | 3-1 | 25-17, 25-21, 20-25, 25-23        |

| Quarta giornata |                                    |     |                                   |
|                 |                                    |     |                                   |
| 27-10           | Chemik Bydgoszcz - Warta Zawiercie | 0-3 | 20-25, 18-25, 13-25               |
| 26-10           | Czarni Radom - ONICO Warszawa      | 3-0 | 25-21, 25-22, 25-22               |
| 26-10           | Katowice - Cuprum Lubin            | 0-3 | 21-25, 22-25, 24-26               |
| 28-10           | Stocznia Szczecin - Asseco Resovia | -   | [ 9 ]                             |
| 29-10           | Będzin - Jastrzębski Węgiel        | 2-3 | 21-25, 25-21, 25-19, 13-25, 10-15 |
| 27-10           | Skra Bełchatów - AZS Olsztyn       | 0-3 | 24-26, 17-25, 22-25               |
| 28-10           | ZAKSA - Trefl Gdansk               | 3-0 | 25-21, 26-24, 25-23               |

| Quinta giornata |                                     |     |                            |
|                 |                                     |     |                            |
| 04-11           | Trefl Gdansk - Chemik Bydgoszcz     | 3-1 | 23-25, 25-17, 26-24, 25-21 |
| 02-11           | AZS Olsztyn - ZAKSA                 | 1-3 | 22-25, 28-30, 25-23, 16-25 |
| 03-11           | Jastrzębski Węgiel - Skra Bełchatów | 3-1 | 25-22, 17-25, 27-25, 25-21 |
| 03-11           | Asseco Resovia - Będzin             | 0-3 | 33-35, 14-25, 22-25        |
| 03-11           | Cuprum Lubin - Stocznia Szczecin    | -   | [ 10 ]                     |
| 04-12           | ONICO Warszawa - Katowice           | 3-1 | 23-25, 25-17, 25-15, 25-18 |
| 04-11           | Warta Zawiercie - Czarni Radom      | 0-3 | 13-25, 23-25, 19-25        |

| Sesta giornata |                                    |     |                                  |
|                |                                    |     |                                  |
| 07-11          | Chemik Bydgoszcz - Czarni Radom    | 1-3 | 19-25, 25-19, 23-25, 18-25       |
| 07-11          | Warta Zawiercie - Katowice         | 3-1 | 25-27, 25-22, 25-18, 25-23       |
| 08-11          | Stocznia Szczecin - ONICO Warszawa | -   | [ 11 ]                           |
| 07-11          | Będzin - Cuprum Lubin              | 1-3 | 23-25, 14-25, 25-23, 21-25       |
| 07-11          | Skra Bełchatów - Asseco Resovia    | 3-1 | 32-30, 21-25, 26-24, 25-21       |
| 07-11          | ZAKSA - Jastrzębski Węgiel         | 3-0 | 25-18, 25-22, 25-20              |
| 31-10          | Trefl Gdansk - AZS Olsztyn         | 3-2 | 19-25, 22-25, 25-20, 31-29, 15-6 |

| Settima giornata |                                     |     |                                   |
|                  |                                     |     |                                   |
| 10-11            | AZS Olsztyn - Chemik Bydgoszcz      | 3-0 | 30-28, 25-17, 26-24               |
| 10-11            | Jastrzębski Węgiel - Trefl Gdansk   | 3-0 | 25-22, 25-16, 25-18               |
| 11-11            | Asseco Resovia - ZAKSA              | 2-3 | 13-25, 26-28, 25-20, 25-23, 18-20 |
| 10-11            | Cuprum Lubin - Skra Bełchatów       | 0-3 | 16-25, 17-25, 22-25               |
| 12-11            | Będzin - ONICO Warszawa             | 1-3 | 25-22, 17-25, 17-25, 20-25        |
| 11-11            | Warta Zawiercie - Stocznia Szczecin | -   | [ 12 ]                            |
| 12-11            | Czarni Radom - Katowice             | 3-0 | 25-18, 25-16, 25-22               |

| Ottava giornata |                                  |     |                                   |
|                 |                                  |     |                                   |
| 17-11           | Chemik Bydgoszcz - Katowice      | 3-1 | 19-25, 25-21, 25-21, 25-15        |
| 18-11           | Stocznia Szczecin - Czarni Radom | -   | [ 13 ]                            |
| 19-11           | Będzin - Warta Zawiercie         | 2-3 | 25-20, 21-25, 21-25, 25-20, 12-15 |
| 17-11           | Skra Bełchatów - ONICO Warszawa  | 3-0 | 25-21, 25-21, 25-20               |
| 16-11           | ZAKSA - Cuprum Lubin             | 3-0 | 25-16, 25-22, 25-14               |
| 16-11           | Trefl Gdansk - Asseco Resovia    | 1-3 | 16-25, 25-22, 20-25, 22-25        |
| 18-11           | AZS Olsztyn - Jastrzębski Węgiel | 1-3 | 22-25, 25-27, 25-18, 14-25        |

| Nona giornata |                                       |     |                                   |
|               |                                       |     |                                   |
| 26-11         | Jastrzębski Węgiel - Chemik Bydgoszcz | 0-3 | 23-25, 16-25, 22-25               |
| 23-11         | Asseco Resovia - AZS Olsztyn          | 2-3 | 23-25, 23-25, 25-18, 25-16, 11-15 |
| 25-11         | Cuprum Lubin - Trefl Gdansk           | 0-3 | 19-25, 21-25, 20-25               |
| 27-11         | ONICO Warszawa - ZAKSA                | 1-3 | 17-25, 19-25, 25-18, 13-25        |
| 24-11         | Warta Zawiercie - Skra Bełchatów      | 3-1 | 25-20, 25-20, 25-27, 25-21        |
| 23-11         | Czarni Radom - Będzin                 | 3-0 | 25-12, 25-16, 25-17               |
| 24-11         | Katowice - Stocznia Szczecin          | -   | [ 14 ]                            |

| Decima giornata |                                     |                  |                                   |
|                 |                                     |                  |                                   |
| Riposa:         | Chemik Bydgoszcz                    | Chemik Bydgoszcz | Chemik Bydgoszcz                  |
| 10-12           | Będzin - Katowice                   | 2-3              | 22-25, 25-23, 20-25, 25-23, 24-26 |
| 09-12           | Skra Bełchatów - Czarni Radom       | 3-1              | 16-25, 25-23, 25-21, 25-19        |
| 08-12           | ZAKSA - Warta Zawiercie             | 3-1              | 25-19, 20-25, 25-17, 28-26        |
| 07-12           | Trefl Gdansk - ONICO Warszawa       | 1-3              | 25-20, 18-25, 15-25, 14-25        |
| 09-12           | AZS Olsztyn - Cuprum Lubin          | 2-3              | 25-11, 10-25, 25-22, 18-25, 11-15 |
| 08-12           | Jastrzębski Węgiel - Asseco Resovia | 3-1              | 25-23, 27-29, 25-18, 25-21        |

| Undicesima giornata |                                   |        |                                   |
|                     |                                   |        |                                   |
| Riposa:             | Będzin                            | Będzin | Będzin                            |
| 12-12               | Asseco Resovia - Chemik Bydgoszcz | 3-2    | 27-25, 22-25, 26-24, 26-28, 16-14 |
| 12-12               | Cuprum Lubin - Jastrzębski Węgiel | 2-3    | 25-23, 19-25, 20-25, 25-21, 9-15  |
| 12-12               | ONICO Warszawa - AZS Olsztyn      | 3-1    | 25-18, 25-21, 21-25, 25-11        |
| 12-12               | Warta Zawiercie - Trefl Gdansk    | 3-2    | 25-23, 25-19, 27-29, 20-25, 15-10 |
| 12-12               | Czarni Radom - ZAKSA              | 0-3    | 21-25, 18-25, 20-25               |
| 12-12               | Katowice - Skra Bełchatów         | 3-0    | 25-23, 25-17, 25-19               |

| Dodicesima giornata |                                     |                |                                   |
|                     |                                     |                |                                   |
| Riposa:             | Skra Bełchatów                      | Skra Bełchatów | Skra Bełchatów                    |
| 17-12               | Chemik Bydgoszcz - Będzin           | 3-0            | 25-18, 25-21, 25-20               |
| 15-12               | ZAKSA - Katowice                    | 3-1            | 23-25, 25-19, 25-18, 25-20        |
| 16-12               | Trefl Gdansk - Czarni Radom         | 0-3            | 23-25, 20-25, 18-25               |
| 15-12               | AZS Olsztyn - Warta Zawiercie       | 2-3            | 23-25, 18-25, 25-23, 25-17, 9-15  |
| 16-12               | Jastrzębski Węgiel - ONICO Warszawa | 2-3            | 22-25, 17-25, 25-19, 25-20, 11-15 |
| 16-12               | Asseco Resovia - Cuprum Lubin       | 3-0            | 25-21, 25-22, 25-15               |

| Tredicesima giornata |                                   |             |                            |
|                      |                                   |             |                            |
| Riposa:              | AZS Olsztyn                       | AZS Olsztyn | AZS Olsztyn                |
| 21-12                | Chemik Bydgoszcz - ONICO Warszawa | 1-3         | 25-22, 18-25, 19-25, 19-25 |
| 21-12                | Warta Zawiercie - Cuprum Lubin    | 3-1         | 25-22, 25-20, 15-25, 25-23 |
| 20-12                | Czarni Radom - Asseco Resovia     | 1-3         | 22-25, 22-25, 28-26, 16-25 |
| 22-12                | Jastrzębski Węgiel - Katowice     | 3-0         | 25-18, 25-20, 25-20        |
| 22-12                | Będzin - Trefl Gdansk             | 0-3         | 23-25, 23-25, 19-25        |
| 22-12                | Skra Bełchatów - ZAKSA            | 1-3         | 25-27, 25-23, 20-25, 22-25 |

| Quattordicesima giornata |                                   |              |                            |
|                          |                                   |              |                            |
| Riposa:                  | Trefl Gdansk                      | Trefl Gdansk | Trefl Gdansk               |
| 29-12                    | Skra Bełchatów - Chemik Bydgoszcz | 3-0          | 25-22, 25-21, 25-15        |
| 30-11                    | ZAKSA - Będzin                    | 3-0          | 25-16, 25-18, 25-22        |
| 29-12                    | AZS Olsztyn - Katowice            | 1-3          | 19-25, 18-25, 25-21, 15-25 |
| 29-12                    | Jastrzębski Węgiel - Czarni Radom | 3-0          | 25-16, 25-16, 25-20        |
| 01-02                    | Asseco Resovia - Warta Zawiercie  | 0-3          | 21-25, 23-25, 22-25        |
| 21-11                    | Cuprum Lubin - ONICO Warszawa     | 1-3          | 19-25, 27-25, 23-25, 16-25 |

| Quindicesima giornata |                                      |       |                                   |
|                       |                                      |       |                                   |
| Riposa:               | ZAKSA                                | ZAKSA | ZAKSA                             |
| 13-01                 | Chemik Bydgoszcz - Cuprum Lubin      | 2-3   | 25-19, 25-22, 17-25, 23-25, 10-15 |
| 12-01                 | ONICO Warszawa - Asseco Resovia      | 3-0   | 25-18, 25-21, 25-14               |
| 14-01                 | Jastrzębski Węgiel - Warta Zawiercie | 3-1   | 25-21, 25-15, 22-25, 25-14        |
| 13-01                 | Czarni Radom - AZS Olsztyn           | 3-2   | 16-25, 25-20, 25-14, 18-25, 15-7  |
| 11-01                 | Katowice - Trefl Gdansk              | 3-1   | 25-20, 27-29, 25-19, 25-18        |
| 11-01                 | Będzin - Skra Bełchatów              | 0-3   | 22-25, 14-25, 20-25               |

| Sedicesima giornata |                                  |                    |                                   |
|                     |                                  |                    |                                   |
| Riposa:             | Jastrzębski Węgiel               | Jastrzębski Węgiel | Jastrzębski Węgiel                |
| 19-01               | Chemik Bydgoszcz - ZAKSA         | 0-3                | 14-25, 20-25, 20-25               |
| 11-03               | Trefl Gdansk - Skra Bełchatów    | 2-3                | 25-27, 25-27, 25-18, 25-22, 11-15 |
| 21-01               | Będzin - AZS Olsztyn             | 0-3                | 14-25, 36-38, 19-25               |
| 20-01               | Katowice - Asseco Resovia        | 3-0                | 25-21, 25-23, 25-18               |
| 18-01               | Czarni Radom - Cuprum Lubin      | 3-1                | 25-20, 25-20, 15-25, 25-17        |
| 19-01               | Warta Zawiercie - ONICO Warszawa | 3-1                | 22-25, 25-19, 25-23, 25-23        |

| Diciassettesima giornata |                                    |                |                            |
|                          |                                    |                |                            |
| Riposa:                  | Asseco Resovia                     | Asseco Resovia | Asseco Resovia             |
| 30-01                    | Warta Zawiercie - Chemik Bydgoszcz | 3-1            | 25-27, 27-25, 26-24, 25-21 |
| 02-02                    | ONICO Warszawa - Czarni Radom      | 3-0            | 25-21, 25-19, 25-16        |
| 01-02                    | Cuprum Lubin - Katowice            | 3-1            | 23-25, 25-18, 25-19, 25-19 |
| 03-02                    | Jastrzębski Węgiel - Będzin        | 3-0            | 25-17, 25-20, 25-21        |
| 02-02                    | AZS Olsztyn - Skra Bełchatów       | 3-1            | 20-25, 36-34, 25-21, 25-15 |
| 05-03                    | Trefl Gdansk - ZAKSA               | 3-1            | 26-24, 25-20, 23-25, 25-21 |

| Diciottesima giornata |                                     |              |                            |
|                       |                                     |              |                            |
| Riposa:               | Cuprum Lubin                        | Cuprum Lubin | Cuprum Lubin               |
| 03-02                 | Chemik Bydgoszcz - Trefl Gdansk     | 0-3          | 17-25, 24-26, 21-25        |
| 06-02                 | ZAKSA - AZS Olsztyn                 | 3-1          | 25-18, 33-35, 25-20, 25-22 |
| 06-02                 | Skra Bełchatów - Jastrzębski Węgiel | 1-3          | 25-27, 25-20, 23-25, 27-29 |
| 05-02                 | Będzin - Asseco Resovia             | 1-3          | 25-22, 15-25, 15-25, 23-25 |
| 06-02                 | Katowice - ONICO Warszawa           | 1-3          | 22-25, 26-24, 18-25, 15-25 |
| 07-02                 | Czarni Radom - Warta Zawiercie      | 3-1          | 25-21, 19-25, 26-24, 30-28 |

| Diciannovesima giornata |                                 |                |                                   |
|                         |                                 |                |                                   |
| Riposa:                 | ONICO Warszawa                  | ONICO Warszawa | ONICO Warszawa                    |
| 11-02                   | Czarni Radom - Chemik Bydgoszcz | 3-1            | 23-25, 25-23, 25-14, 25-21        |
| 16-01                   | Katowice - Warta Zawiercie      | 3-0            | 25-20, 25-19, 27-25               |
| 09-02                   | Cuprum Lubin - Będzin           | 3-0            | 25-20, 25-22, 25-23               |
| 10-02                   | Asseco Resovia - Skra Bełchatów | 3-1            | 23-25, 25-17, 25-23, 25-22        |
| 09-02                   | Jastrzębski Węgiel - ZAKSA      | 0-3            | 20-25, 19-25, 20-25               |
| 10-02                   | AZS Olsztyn - Trefl Gdansk      | 2-3            | 25-20, 16-25, 18-25, 25-19, 11-15 |

| Ventesima giornata |                                   |                 |                            |
|                    |                                   |                 |                            |
| Riposa:            | Warta Zawiercie                   | Warta Zawiercie | Warta Zawiercie            |
| 15-02              | Chemik Bydgoszcz - AZS Olsztyn    | 3-1             | 25-19, 20-25, 25-23, 25-20 |
| 17-02              | Trefl Gdansk - Jastrzębski Węgiel | 1-3             | 20-25, 25-19, 22-25, 26-28 |
| 16-02              | ZAKSA - Asseco Resovia            | 0-3             | 17-25, 21-25, 21-25        |
| 17-02              | Skra Bełchatów - Cuprum Lubin     | 3-1             | 25-20, 21-25, 25-21, 25-19 |
| 14-02              | ONICO Warszawa - Będzin           | 3-0             | 25-22, 25-20, 25-22        |
| 16-02              | Katowice - Czarni Radom           | 3-0             | 25-15, 25-17, 31-29        |

| Ventunesima giornata |                                  |              |                                   |
|                      |                                  |              |                                   |
| Riposa:              | Czarni Radom                     | Czarni Radom | Czarni Radom                      |
| 20-02                | Katowice - Chemik Bydgoszcz      | 3-1          | 22-25, 25-18, 25-20, 25-13        |
| 20-02                | Warta Zawiercie - Będzin         | 3-1          | 25-22, 25-20, 22-25, 27-25        |
| 20-02                | ONICO Warszawa - Skra Bełchatów  | 2-3          | 21-25, 17-25, 30-28, 25-16, 16-18 |
| 20-02                | Cuprum Lubin - ZAKSA             | 0-3          | 18-25, 22-25, 22-25               |
| 20-02                | Asseco Resovia - Trefl Gdansk    | 3-1          | 25-21, 25-16, 19-25, 29-27        |
| 20-02                | Jastrzębski Węgiel - AZS Olsztyn | 2-3          | 31-33, 25-21, 27-25, 22-25, 13-15 |

| Ventiduesima giornata |                                       |          |                                   |
|                       |                                       |          |                                   |
| Riposa:               | Katowice                              | Katowice | Katowice                          |
| 25-02                 | Chemik Bydgoszcz - Jastrzębski Węgiel | 0-3      | 19-25, 20-25, 23-25               |
| 24-02                 | AZS Olsztyn - Asseco Resovia          | 3-0      | 25-22, 25-22, 25-18               |
| 23-02                 | Trefl Gdansk - Cuprum Lubin           | 3-0      | 25-20, 25-17, 25-21               |
| 23-02                 | ZAKSA - ONICO Warszawa                | 1-3      | 17-25, 25-23, 21-25, 23-25        |
| 24-02                 | Skra Bełchatów - Warta Zawiercie      | 3-2      | 15-25, 23-25, 25-23, 25-16, 15-13 |
| 25-02                 | Będzin - Czarni Radom                 | 1-3      | 25-23, 12-25, 28-30, 19-25        |

| Ventitreesima giornata |                                     |                  |                                   |
|                        |                                     |                  |                                   |
| Riposa:                | Chemik Bydgoszcz                    | Chemik Bydgoszcz | Chemik Bydgoszcz                  |
| 01-03                  | Katowice - Będzin                   | 3-2              | 25-20, 18-25, 25-15, 19-25, 15-6  |
| 02-03                  | Czarni Radom - Skra Bełchatów       | 2-3              | 25-20, 25-21, 20-25, 21-25, 10-15 |
| 03-03                  | Warta Zawiercie - ZAKSA             | 1-3              | 25-22, 19-25, 21-25, 16-25        |
| 02-03                  | ONICO Warszawa - Trefl Gdansk       | 3-0              | 25-19, 25-17, 25-18               |
| 03-03                  | Cuprum Lubin - AZS Olsztyn          | 1-3              | 25-19, 22-25, 20-25, 21-25        |
| 02-03                  | Asseco Resovia - Jastrzębski Węgiel | 3-0              | 25-21, 25-21, 25-17               |

| Ventiquattresima giornata |                                   |        |                            |
|                           |                                   |        |                            |
| Riposa:                   | Będzin                            | Będzin | Będzin                     |
| 11-03                     | Chemik Bydgoszcz - Asseco Resovia | 1-3    | 20-25, 25-22, 16-25, 15-25 |
| 07-03                     | Jastrzębski Węgiel - Cuprum Lubin | 3-0    | 25-18, 25-20, 25-17        |
| 08-03                     | AZS Olsztyn - ONICO Warszawa      | 1-3    | 19-25, 21-25, 25-20, 18-25 |
| 08-03                     | Trefl Gdansk - Warta Zawiercie    | 1-3    | 17-25, 25-21, 26-28, 23-25 |
| 10-03                     | ZAKSA - Czarni Radom              | 3-1    | 25-21, 23-25, 25-23, 25-23 |
| 07-03                     | Skra Bełchatów - Katowice         | 3-1    | 25-20, 23-25, 25-23, 25-15 |

| Venticinquesima giornata |                                     |                |                            |
|                          |                                     |                |                            |
| Riposa:                  | Skra Bełchatów                      | Skra Bełchatów | Skra Bełchatów             |
| 15-03                    | Będzin - Chemik Bydgoszcz           | 1-3            | 22-25, 25-23, 18-25, 20-25 |
| 16-03                    | Katowice - ZAKSA                    | 1-3            | 26-24, 18-25, 18-25, 22-25 |
| 16-03                    | Czarni Radom - Trefl Gdansk         | 3-0            | 25-23, 25-21, 25-22        |
| 17-03                    | Warta Zawiercie - AZS Olsztyn       | 3-0            | 25-15, 25-21, 25-22        |
| 17-03                    | ONICO Warszawa - Jastrzębski Węgiel | 3-0            | 27-25, 25-15, 25-21        |
| 15-03                    | Cuprum Lubin - Asseco Resovia       | 3-0            | 25-22, 25-22, 28-26        |

| Ventiseiesima giornata |                                   |             |                                   |
|                        |                                   |             |                                   |
| Riposa:                | AZS Olsztyn                       | AZS Olsztyn | AZS Olsztyn                       |
| 20-03                  | ONICO Warszawa - Chemik Bydgoszcz | 3-0         | 25-13, 25-22, 25-20               |
| 23-03                  | Cuprum Lubin - Warta Zawiercie    | 0-3         | 18-25, 22-25, 19-25               |
| 19-03                  | Asseco Resovia - Czarni Radom     | 3-1         | 25-22, 18-25, 25-21, 25-20        |
| 19-03                  | Katowice - Jastrzębski Węgiel     | 1-3         | 21-25, 18-25, 28-26, 18-25        |
| 23-03                  | Trefl Gdansk - Będzin             | 2-3         | 25-18, 25-21, 23-25, 32-34, 11-15 |
| 24-03                  | ZAKSA - Skra Bełchatów            | 3-1         | 25-23, 38-36, 19-25, 25-23        |

#### Classifica
| Pos. | Squadra            | Pt                                           | G                                            | V                                            | P                                            | SV                                           | SP                                           | Ratio                                        | PF                                           | PS                                           | Ratio                                        |
| ---- | ------------------ | -------------------------------------------- | -------------------------------------------- | -------------------------------------------- | -------------------------------------------- | -------------------------------------------- | -------------------------------------------- | -------------------------------------------- | -------------------------------------------- | -------------------------------------------- | -------------------------------------------- |
| 1.   | ZAKSA              | 62                                           | 24                                           | 21                                           | 3                                            | 65                                           | 22                                           | 2,955                                        | 2 130                                        | 1 873                                        | 1,137                                        |
| 2.   | ONICO Warszawa     | 57                                           | 24                                           | 19                                           | 5                                            | 61                                           | 28                                           | 2,179                                        | 2 099                                        | 1 847                                        | 1,136                                        |
| 3.   | Jastrzębski Węgiel | 50                                           | 24                                           | 17                                           | 7                                            | 55                                           | 34                                           | 1,618                                        | 2 043                                        | 1 923                                        | 1,062                                        |
| 4.   | Warta Zawiercie    | 43                                           | 24                                           | 15                                           | 9                                            | 54                                           | 42                                           | 1,286                                        | 2 172                                        | 2 128                                        | 1,021                                        |
| 5.   | Czarni Radom       | 42                                           | 24                                           | 14                                           | 10                                           | 48                                           | 37                                           | 1,297                                        | 1 933                                        | 1 864                                        | 1,037                                        |
| 6.   | Skra Bełchatów     | 38                                           | 24                                           | 14                                           | 10                                           | 51                                           | 45                                           | 1,133                                        | 2 216                                        | 2 172                                        | 1,020                                        |
| 7.   | Asseco Resovia     | 35                                           | 24                                           | 11                                           | 13                                           | 42                                           | 48                                           | 0,875                                        | 2 077                                        | 2 058                                        | 1,009                                        |
| 8.   | Katowice           | 32                                           | 24                                           | 11                                           | 13                                           | 44                                           | 47                                           | 0,936                                        | 2 042                                        | 2 066                                        | 0,988                                        |
| 9.   | AZS Olsztyn        | 30                                           | 24                                           | 9                                            | 15                                           | 45                                           | 51                                           | 0,882                                        | 2 095                                        | 2 187                                        | 0,958                                        |
| 10.  | Trefl Gdańsk       | 28                                           | 24                                           | 9                                            | 15                                           | 41                                           | 53                                           | 0,774                                        | 2 070                                        | 2 128                                        | 0,973                                        |
| 11.  | Chemik Bydgoszcz   | 22                                           | 24                                           | 7                                            | 17                                           | 32                                           | 57                                           | 0,561                                        | 1 903                                        | 2 090                                        | 0,911                                        |
| 12.  | Cuprum Lubin       | 20                                           | 24                                           | 7                                            | 17                                           | 29                                           | 57                                           | 0,509                                        | 1 829                                        | 1 977                                        | 0,925                                        |
| 13.  | Będzin             | 9                                            | 24                                           | 2                                            | 22                                           | 22                                           | 68                                           | 0,324                                        | 1 881                                        | 2 177                                        | 0,864                                        |
| -    | Stocznia Szczecin  | Ritirato dal campionato il 13 dicembre 2018. | Ritirato dal campionato il 13 dicembre 2018. | Ritirato dal campionato il 13 dicembre 2018. | Ritirato dal campionato il 13 dicembre 2018. | Ritirato dal campionato il 13 dicembre 2018. | Ritirato dal campionato il 13 dicembre 2018. | Ritirato dal campionato il 13 dicembre 2018. | Ritirato dal campionato il 13 dicembre 2018. | Ritirato dal campionato il 13 dicembre 2018. | Ritirato dal campionato il 13 dicembre 2018. |

      Qualificata alle semifinali play-off scudetto.
      Qualificata ai quarti di finale play-off scudetto.
      Qualificata alla finale 7º posto.
      Qualificata alla finale 9º posto.
      Qualificata alla finale 11º posto.

### Play-off scudetto

#### Tabellone
|  | Quarti | Quarti             | Quarti | Quarti | Quarti |   |                | Semifinali | Semifinali         | Semifinali | Semifinali | Semifinali      |                 |                 | Finale          | Finale             | Finale          | Finale          | Finale | Finale | Finale |
|  |        |                    |        |        |        |   |                |            |                    |            |            |                 |                 |                 |                 |                    |                 |                 |        |        |        |
|  |        |                    |        |        |        |   |                | 1          | ZAKSA              | 1          | 3          | 3               |                 |                 |                 |                    |                 |                 |        |        |        |
|  |        |                    |        |        |        |   |                | 1          | ZAKSA              | 1          | 3          | 3               |                 |                 |                 |                    |                 |                 |        |        |        |
|  |        |                    |        |        |        |   |                | 4          | Warta Zawiercie    | 3          | 2          | 1               |                 |                 |                 |                    |                 |                 |        |        |        |
|  | 4      | Warta Zawiercie    | 3      | 1      | 3      |   |                | 4          | Warta Zawiercie    | 3          | 2          | 1               |                 |                 |                 |                    |                 |                 |        |        |        |
|  | 4      | Warta Zawiercie    | 3      | 1      | 3      |   |                |            |                    |            |            |                 |                 |                 |                 |                    |                 |                 |        |        |        |
|  | 5      | Czarni Radom       | 2      | 3      | 0      |   |                |            |                    |            |            |                 |                 |                 |                 |                    |                 |                 |        |        |        |
|  | 5      | Czarni Radom       | 2      | 3      | 0      |   |                |            |                    |            |            |                 |                 | 1               | ZAKSA           | 3                  | 3               | 3               |        |        |        |
|  |        |                    |        |        |        |   |                |            |                    |            |            |                 |                 | 1               | ZAKSA           | 3                  | 3               | 3               |        |        |        |
|  |        |                    |        |        |        |   |                |            |                    |            |            |                 |                 |                 | 2               | ONICO Warszawa     | 2               | 0               | 1      |        |        |
|  | 3      | Jastrzębski Węgiel | 3      | 3      |        |   |                |            |                    |            |            |                 |                 |                 | 2               | ONICO Warszawa     | 2               | 0               | 1      |        |        |
|  | 3      | Jastrzębski Węgiel | 3      | 3      |        |   |                |            |                    |            |            |                 |                 |                 |                 |                    |                 |                 |        |        |        |
|  | 6      | Skra Bełchatów     | 2      | 0      |        |   |                |            |                    |            |            |                 |                 |                 |                 |                    |                 |                 |        |        |        |
|  | 6      | Skra Bełchatów     | 2      | 0      |        | 2 | ONICO Warszawa | 1          | 3                  | 3          |            | Finale 3° posto | Finale 3° posto | Finale 3° posto | Finale 3° posto | Finale 3° posto    | Finale 3° posto | Finale 3° posto |        |        |        |
|  |        |                    |        |        |        | 2 | ONICO Warszawa | 1          | 3                  | 3          |            |                 |                 |                 |                 |                    |                 |                 |        |        |        |
|  |        |                    |        |        |        |   |                | 3          | Jastrzębski Węgiel | 3          | 0          | 2               |                 |                 | 4               | Warta Zawiercie    | 2               | 2               | 0      |        |        |
|  |        |                    |        |        |        |   |                | 3          | Jastrzębski Węgiel | 3          | 0          | 2               |                 |                 | 4               | Warta Zawiercie    | 2               | 2               | 0      |        |        |
|  |        |                    |        |        |        |   |                |            |                    |            |            |                 |                 |                 | 3               | Jastrzębski Węgiel | 3               | 3               | 3      |        |        |

#### Quarti di finale
| Gara 1 |                                     |     |                                   |
|        |                                     |     |                                   |
| 27-03  | Jastrzębski Węgiel - Skra Bełchatów | 3-2 | 25-22, 25-20, 27-29, 21-25, 15-11 |
| 27-03  | Warta Zawiercie - Czarni Radom      | 3-2 | 27-29, 25-22, 21-25, 25-17, 15-13 |

| Gara 2 |                                     |     |                            |
|        |                                     |     |                            |
| 30-03  | Skra Bełchatów - Jastrzębski Węgiel | 0-3 | 20-25, 15-25, 21-25        |
| 31-03  | Czarni Radom - Warta Zawiercie      | 3-1 | 26-28, 25-20, 34-32, 25-21 |

| Gara 3 |                                |     |                     |
|        |                                |     |                     |
| 07-04  | Warta Zawiercie - Czarni Radom | 3-0 | 25-21, 25-19, 25-17 |

#### Semifinali
| Gara 1 |                                     |     |                            |
|        |                                     |     |                            |
| 13-04  | ZAKSA - Warta Zawiercie             | 1-3 | 25-20, 22-25, 22-25, 22-25 |
| 16-04  | ONICO Warszawa - Jastrzębski Węgiel | 1-3 | 25-20, 22-25, 23-25, 25-27 |

| Gara 2 |                                     |     |                                   |
|        |                                     |     |                                   |
| 17-04  | Warta Zawiercie - ZAKSA             | 2-3 | 25-16, 25-23, 19-25, 18-25, 12-15 |
| 19-04  | Jastrzębski Węgiel - ONICO Warszawa | 0-3 | 19-25, 23-25, 21-25               |

| \| Gara 3 \| \| \| \| \| \| \| \| \| \| 24-04 \| ZAKSA - Warta Zawiercie \| 3-1 \| 25-22, 21-25, 25-17, 25-22 \| \| 24-04 \| ONICO Warszawa - Jastrzębski Węgiel \| 3-2 \| 25-20, 25-23, 22-25, 21-25, 15-12 \| |                                     |     |                                   |
| Gara 3 |                                     |     |                                   |
| |                                     |     |                                   |
| 24-04 | ZAKSA - Warta Zawiercie             | 3-1 | 25-22, 21-25, 25-17, 25-22        |
| 24-04 | ONICO Warszawa - Jastrzębski Węgiel | 3-2 | 25-20, 25-23, 22-25, 21-25, 15-12 |

#### Finale 5º posto
| Gara 1 |                               |     |                                   |
|        |                               |     |                                   |
| 13-04  | Czarni Radom - Skra Bełchatów | 3-2 | 25-21, 23-25, 21-25, 26-24, 16-14 |

| Gara 2 |                               |     |                                   |
|        |                               |     |                                   |
| 16-04  | Skra Bełchatów - Czarni Radom | 3-2 | 23-25, 25-22, 25-17, 27-29, 15-13 |

| \| Gara 3 \| \| \| \| \| \| \| \| \| \| 25-04 \| Czarni Radom - Skra Bełchatów \| 3-0 \| 25-19, 26-24, 25-18 \| |                               |     |                     |
| Gara 3 |                               |     |                     |
| |                               |     |                     |
| 25-04 | Czarni Radom - Skra Bełchatów | 3-0 | 25-19, 26-24, 25-18 |

#### Finale 3º posto
| Gara 1 |                                      |     |                                   |
|        |                                      |     |                                   |
| 27-04  | Jastrzębski Węgiel - Warta Zawiercie | 3-2 | 23-25, 25-17, 25-18, 26-28, 15-10 |

| Gara 2 |                                      |     |                                   |
|        |                                      |     |                                   |
| 01-05  | Warta Zawiercie - Jastrzębski Węgiel | 2-3 | 19-25, 25-21, 25-21, 22-25, 21-23 |

| \| Gara 3 \| \| \| \| \| \| \| \| \| \| 04-05 \| Jastrzębski Węgiel - Warta Zawiercie \| 3-0 \| 25-21, 25-22, 25-17 \| |                                      |     |                     |
| Gara 3 |                                      |     |                     |
| |                                      |     |                     |
| 04-05 | Jastrzębski Węgiel - Warta Zawiercie | 3-0 | 25-21, 25-22, 25-17 |

#### Finale
| Gara 1 |                        |     |                                   |
|        |                        |     |                                   |
| 27-04  | ZAKSA - ONICO Warszawa | 3-2 | 25-23, 25-21, 20-25, 27-29, 17-15 |

| Gara 2 |                        |     |                     |
|        |                        |     |                     |
| 01-05  | ONICO Warszawa - ZAKSA | 0-3 | 22-25, 24-26, 22-25 |

| \| Gara 3 \| \| \| \| \| \| \| \| \| \| 04-05 \| ZAKSA - ONICO Warszawa \| 3-1 \| 25-22, 19-25, 32-30, 25-19 \| |                        |     |                            |
| Gara 3 |                        |     |                            |
| |                        |     |                            |
| 04-05 | ZAKSA - ONICO Warszawa | 3-1 | 25-22, 19-25, 32-30, 25-19 |

### Finale 7º posto
| Gara 1 |                           |     |                     |
|        |                           |     |                     |
| 01-04  | Asseco Resovia - Katowice | 3-0 | 25-22, 25-18, 25-19 |

| Gara 2 |                           |     |                     |
|        |                           |     |                     |
| 06-04  | Katowice - Asseco Resovia | 0-3 | 21-25, 17-25, 22-25 |

### Finale 9º posto
| Gara 1 |                            |     |                     |
|        |                            |     |                     |
| 30-03  | AZS Olsztyn - Trefl Gdansk | 0-3 | 18-25, 20-25, 26-28 |

| Gara 2 |                            |     |                     |
|        |                            |     |                     |
| 05-04  | Trefl Gdansk - AZS Olsztyn | 3-0 | 25-22, 25-23, 25-23 |

### Finale 11º posto
| Gara 1 |                                 |     |                                   |
|        |                                 |     |                                   |
| 31-03  | Chemik Bydgoszcz - Cuprum Lubin | 2-3 | 13-25, 25-22, 25-23, 21-25, 11-15 |

| Gara 2 |                                 |     |                            |
|        |                                 |     |                            |
| 05-04  | Cuprum Lubin - Chemik Bydgoszcz | 3-1 | 25-20, 26-28, 25-23, 25-14 |

## Classifica finale
| Pos. | Squadra            | Qualificazione           |
| ---- | ------------------ | ------------------------ |
|      | ZAKSA              | Champions League 2019-20 |
| 2    | ONICO Warszawa     | Champions League 2019-20 |
| 3    | Jastrzębski Węgiel | Champions League 2019-20 |
| 4    | Warta Zawiercie    | Challenge Cup 2019-20    |
| 5    | Czarni Radom       |                          |
| 6    | Skra Bełchatów     |                          |
| 7    | Asseco Resovia     |                          |
| 8    | Katowice           |                          |
| 9    | Trefl Gdańsk       |                          |
| 10   | AZS Olsztyn        |                          |
| 11   | Cuprum Lubin       |                          |
| 12   | Chemik Bydgoszcz   |                          |
| 13   | Będzin             |                          |

## Statistiche
| Rendimento individuale | Rendimento individuale | Rendimento individuale | Rendimento individuale |
| Pos.                   | Nome                   | Punti                  | Squadra                |
| ---------------------- | ---------------------- | ---------------------- | ---------------------- |
| 1                      | Maciej Muzaj           | 542                    | Trefl Gdańsk           |
| 2                      | Jan Hadrava            | 487                    | AZS Olsztyn            |
| 3                      | Dawid Konarski         | 480                    | Jastrzębski Węgiel     |
| 4                      | Łukasz Kaczmarek       | 453                    | ZAKSA                  |
| 5                      | Bartosz Filipiak       | 433                    | Chemik Bydgoszcz       |
| 6                      | Marcin Waliński        | 421                    | Warta Zawiercie        |
| 7                      | Wojciech Żaliński      | 409                    | Czarni Radom           |
| 8                      | Karol Butryn           | 397                    | Katowice               |
| 9                      | Milad Ebadipour        | 389                    | Skra Bełchatów         |
| 9                      | Mateusz Malinowski     | 389                    | Warta Zawiercie        |

| Attacchi vincenti | Attacchi vincenti  | Attacchi vincenti | Attacchi vincenti  |
| Pos.              | Nome               | Punti             | Squadra            |
| ----------------- | ------------------ | ----------------- | ------------------ |
| 1                 | Maciej Muzaj       | 479               | Trefl Gdańsk       |
| 2                 | Dawid Konarski     | 403               | Jastrzębski Węgiel |
| 3                 | Jan Hadrava        | 402               | AZS Olsztyn        |
| 4                 | Łukasz Kaczmarek   | 391               | ZAKSA              |
| 5                 | Bartosz Filipiak   | 373               | Chemik Bydgoszcz   |
| 6                 | Marcin Waliński    | 355               | Warta Zawiercie    |
| 7                 | Mateusz Malinowski | 346               | Warta Zawiercie    |
| 8                 | Karol Butryn       | 327               | Katowice           |
| 9                 | Milad Ebadipour    | 324               | Skra Bełchatów     |
| 10                | Tomas Rousseaux    | 313               | Katowice           |

| Muri vincenti | Muri vincenti       | Muri vincenti | Muri vincenti      |
| Pos.          | Nome                | Punti         | Squadra            |
| ------------- | ------------------- | ------------- | ------------------ |
| 1             | Andrzej Wrona       | 80            | ONICO Warszawa     |
| 2             | Grzegorz Kosok      | 65            | Jastrzębski Węgiel |
| 3             | Norbert Huber       | 64            | Czarni Radom       |
| 4             | Maksim Marozau      | 63            | Chemik Bydgoszcz   |
| 5             | Jakub Kochanowski   | 60            | Skra Bełchatów     |
| 6             | Karol Kłos          | 59            | Skra Bełchatów     |
| 7             | Tomasz Fornal       | 55            | Czarni Radom       |
| 7             | Dawid Konarski      | 55            | Jastrzębski Węgiel |
| 7             | Bartłomiej Krulicki | 55            | Katowice           |
| 7             | Piotr Łukasik       | 55            | ONICO Warszawa     |
| 7             | Krzysztof Rejno     | 55            | Warta Zawiercie    |

| Battute vincenti | Battute vincenti   | Battute vincenti | Battute vincenti   |
| Pos.             | Nome               | Punti            | Squadra            |
| ---------------- | ------------------ | ---------------- | ------------------ |
| 1                | Wojciech Żaliński  | 56               | Czarni Radom       |
| 2                | Bartosz Kwolek     | 50               | ONICO Warszawa     |
| 3                | Jan Hadrava        | 49               | AZS Olsztyn        |
| 4                | Marcin Waliński    | 41               | Warta Zawiercie    |
| 5                | Julien Lyneel      | 39               | Jastrzębski Węgiel |
| 6                | Alexandre Ferreira | 36               | Warta Zawiercie    |
| 6                | Thibault Rossard   | 36               | Asseco Resovia     |
| 8                | Karol Butryn       | 35               | Katowice           |
| 8                | Jakub Kochanowski  | 35               | Skra Bełchatów     |
| 10               | Mateusz Bieniek    | 32               | ZAKSA              |
| 10               | Kamil Semeniuk     | 32               | Warta Zawiercie    |